# Hannah Miley
Hannah Miley (Swindon, 8 agosto 1989) è un'ex nuotatrice britannica.

## Carriera
Specializzata nelle competizioni in stile farfalla e misto sia in vasca corta che lunga, ha iniziato le competizioni internazionali con i mondiali 2008 (vasca corta) a Manchester.
Ha partecipato alle Olimpiadi di Pechino nel 2008 nelle categoria 200 m e 400 m misti, non qualificandosi per le finali.
Nel 2019 ha rappresentato la squadra italiana degli Aqua Centurions nella prima stagione dell'International Swimming League.

## Palmarès
- Mondiali

Roma 2009: bronzo nella 4x200m sl.
Shanghai 2011: argento nei 400m misti.
- Mondiali in vasca corta

Manchester 2008: argento nei 400m misti e bronzo nei 200m misti.
Istanbul 2012: oro nei 400m misti e bronzo nei 200m misti.
Doha 2014: bronzo nei 400m misti.
- Europei

Budapest 2010: oro nei 400m misti, bronzo nei 200m misti e nella 4x200m sl.
Londra 2016: argento nei 400m misti e bronzo nei 200m misti.
Glasgow 2018: bronzo nei 400m misti.
- Europei in vasca corta

Istanbul 2009: oro nei 400m misti e bronzo nei 200m misti.
Stettino 2011: argento nei 400m misti e bronzo nei 200m misti.
Chartres 2012: oro nei 400m misti, argento negli 800m sl e nei 200m misti.
Netanya 2015: argento nei 400m misti.
- Giochi del Commonwealth

Delhi 2010: oro nei 400m misti.
Glasgow 2014: oro nei 400m misti e bronzo nei 200m misti.
Gold Coast 2018: argento nei 400m misti.

## Primati personali
I suoi primati personali in vasca da 50 metri sono:
- 400 m stile libero: 4'06"21 (2014)
- 200 m delfino: 2'08"63 (2015)
- 200 m misti: 2'09"46 (2009)
- 400 m misti: 4'31"33 (2009)

I suoi primati personali in vasca da 25 metri sono:
- 400 m stile libero: 4'00"39 (2012)
- 800 m stile libero: 8'15"66 (2012)
- 200 m rana: 2'20"61 (2009)
- 200 m misti: 2'06"21 (2012)
- 400 m misti: 4'23"14 (2012)